# 布科維納與達爾馬提亞的城市民居
布科維納與達爾馬提亞都主教的居所（另譯為城市民居）是位於烏克蘭切爾諾夫策的一處建築群，由捷克建築師約瑟夫 (Josef Hlávka)修建於1864年至1882年期間，當時布科維納被奧地利帝國統治。建築群主要包括過去布科維納都主教們的住宅、教堂、修道院和庭園。現在建築群成為了切爾諾夫策大學校舍的一部分。布科維納與達爾馬提亞都主教的居所反映出哈布斯堡君主國宗教寬容政策時期東正教擁有的巨大影響力，同時融合了不同時代建築樣式的特徵，是歷史主義建築的傑作。2011年，布科維納與達爾馬提亞都主教的居所被列入世界文化遺產。

## 建造過程
1782年，隨著哈布斯堡君主國吞併布科維納，勒德烏齊的摩爾多瓦東正教都主教座遷移至切爾諾夫策。 布科維納公國政府為都主教Dositei Herescu匆匆於1783年建立了一個住所。原有的建築物並不體面，並被分為許多低矮的房間，附有一個鋪有磚地的小教堂。由於濕氣造成真菌生長，部分建築於1790年坍塌，其餘亦被拆毀。此後，Herescu和繼任的都主教Danill Vlahovici、Isaia Baloşescu和Eugenie Hacman，都要到處去不同的已租房間居住。在1851-52年，Hacman向利沃夫的行政機構發出了一系列的投訴，不滿這種不莊重的待遇。 1860年，宗教事務部頒布了一項法令，宣告將會遴選一名建築師，為切爾諾夫策興建新的都主教官邸。捷克建築師約瑟夫 (Josef Hlávka) （1831年2月15日–1908年3月11日）被選中來發展項目。
約瑟夫為了準備設計官邸，研究了當地的建築風格，並於1866年發表了名為「布科維納的東正教建築」的文章。除了都主教的居所外，約瑟夫的設計還包含了主教辦公處、會議廳、圖書館、合唱團學校、宗教藝術博物館和一座小教堂。他的設計以阿爾罕布拉宮為靈感，並揉合了拜占庭和摩爾人的建築風格。
於1864年，都主教居所開始動工。然而，由於技術問題、約瑟夫於1872年起患病，工程開始滯後。由於他與當地機構的分歧，約瑟夫辭職。由於他的繼任者Feliks Ksiezarski的無能，建造工程再度延誤。整座建築和教堂的祝聖儀式於1882/3年冬天舉行。

## 特徵
中央庭院的三邊為都主教居所的三幢主體建築，庭院長約100米、闊約70米 。庭院的第四邊則有主閘。正對閘口的都主教居所是三幢建築中最大的，切爾諾夫策大學的現代語言學院現正設於都主教居所內。都主教居所內有大理石廳 (原稱主教會議廳)，此廳原本展示著奧地利國王的畫像。此外亦有前都主教圖書館 (藍廳)、一個小型會議廳 (紅廳)和前接待室 (綠廳)。聯合國教科文組織的報告把紅廳描述為一個非常美麗的木首飾盒，其壁畫就像一幅經精密剪裁的紅色中國絲綢。
建築群右翼為神學院和附屬教堂：三聖教父教堂，教堂內壁繪有壁畫。
建築群左翼為修道院，現為切爾諾夫策大學的地理系。修道院的鐘樓有大衛星為裝飾，以感謝當年切爾諾夫策的猶太人為興建建築群所作出的貢獻。
整座建築群被廣闊的綠化地所包圍，其中樹立著建築師約瑟夫的雕像。

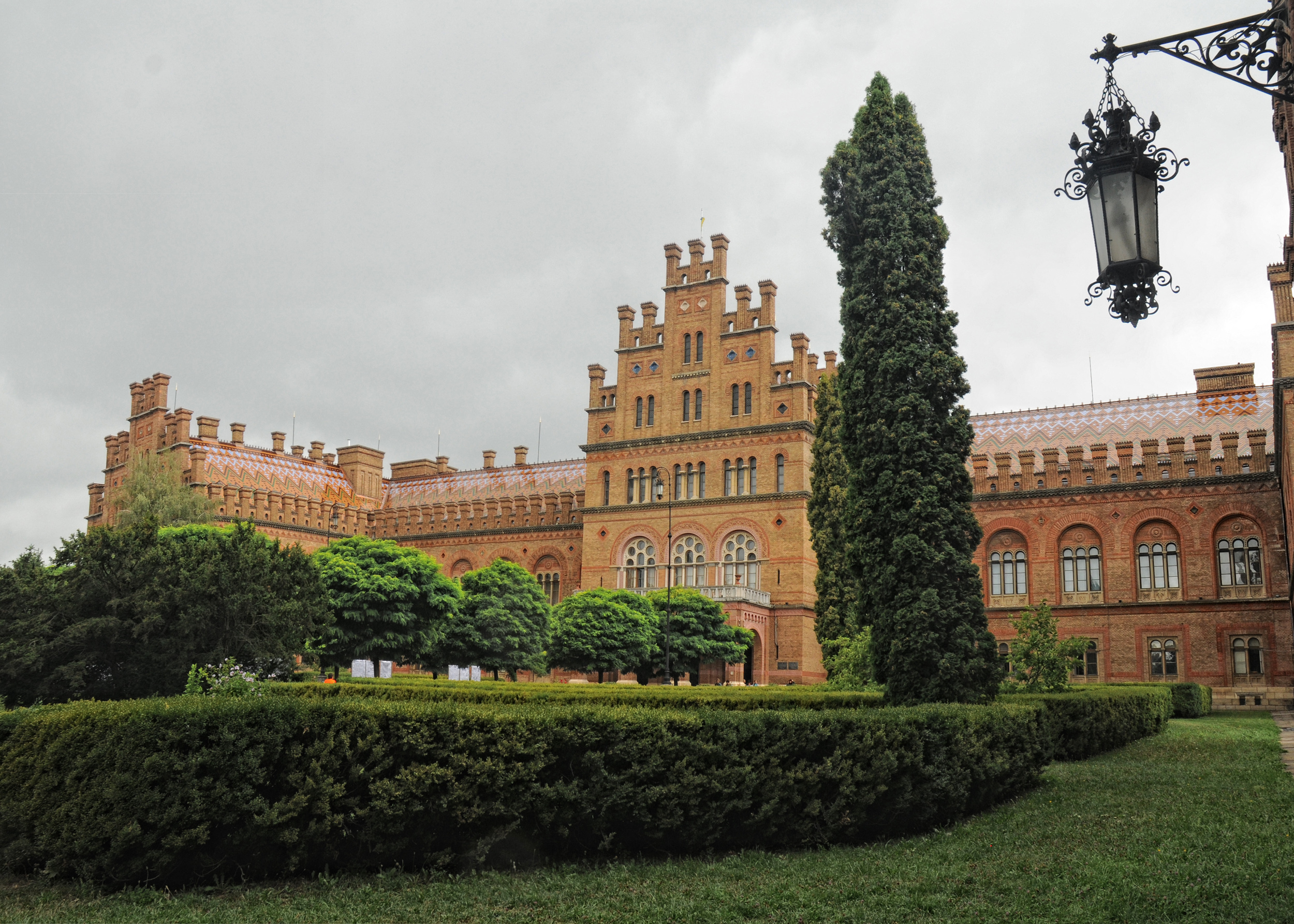
都主教居所
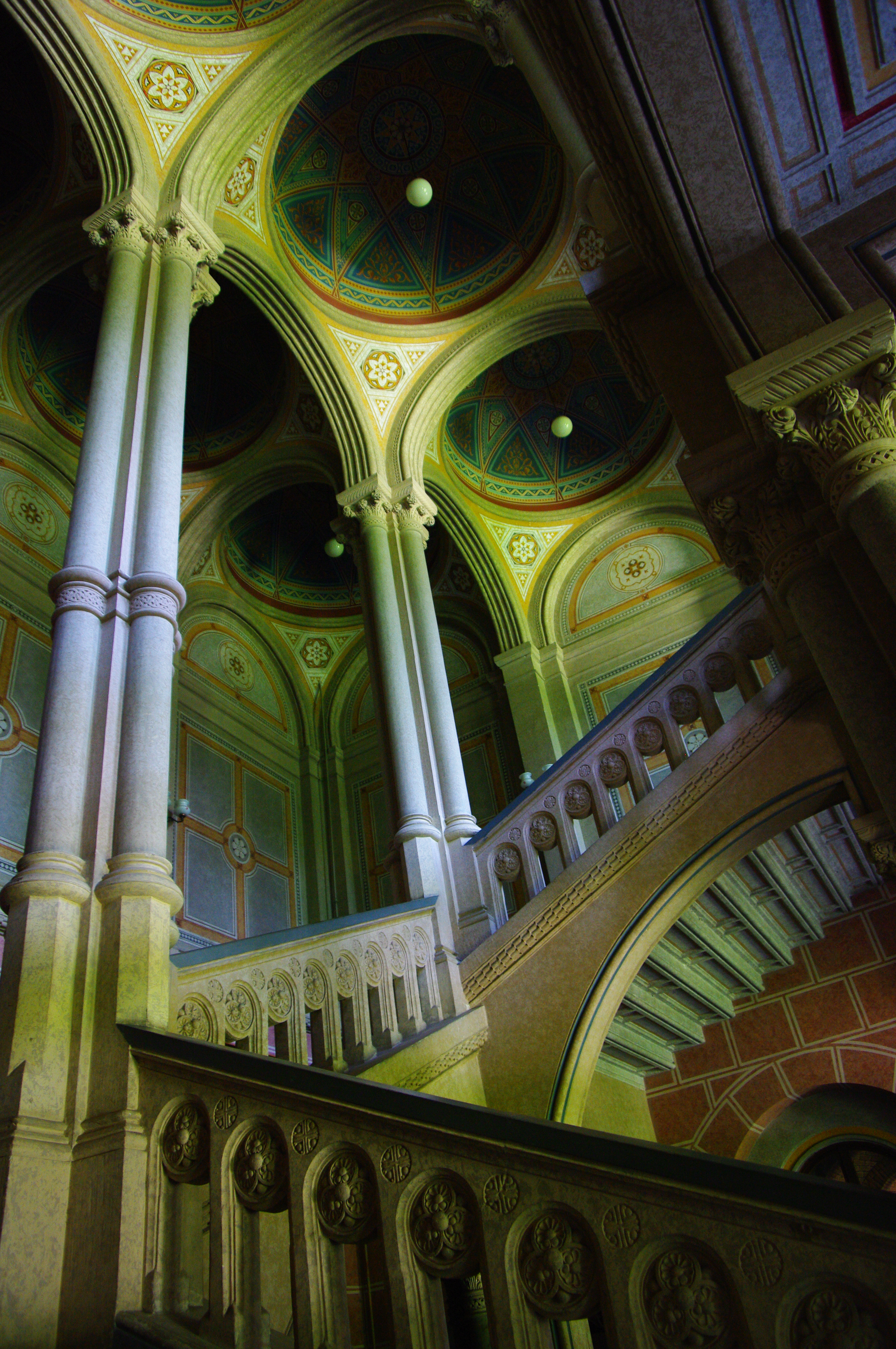
都主教居所
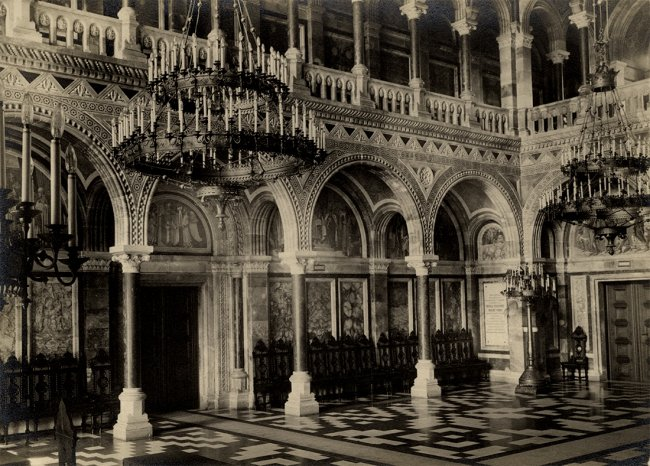
大理石廳 (原主教會議廳)，位於都主教居所
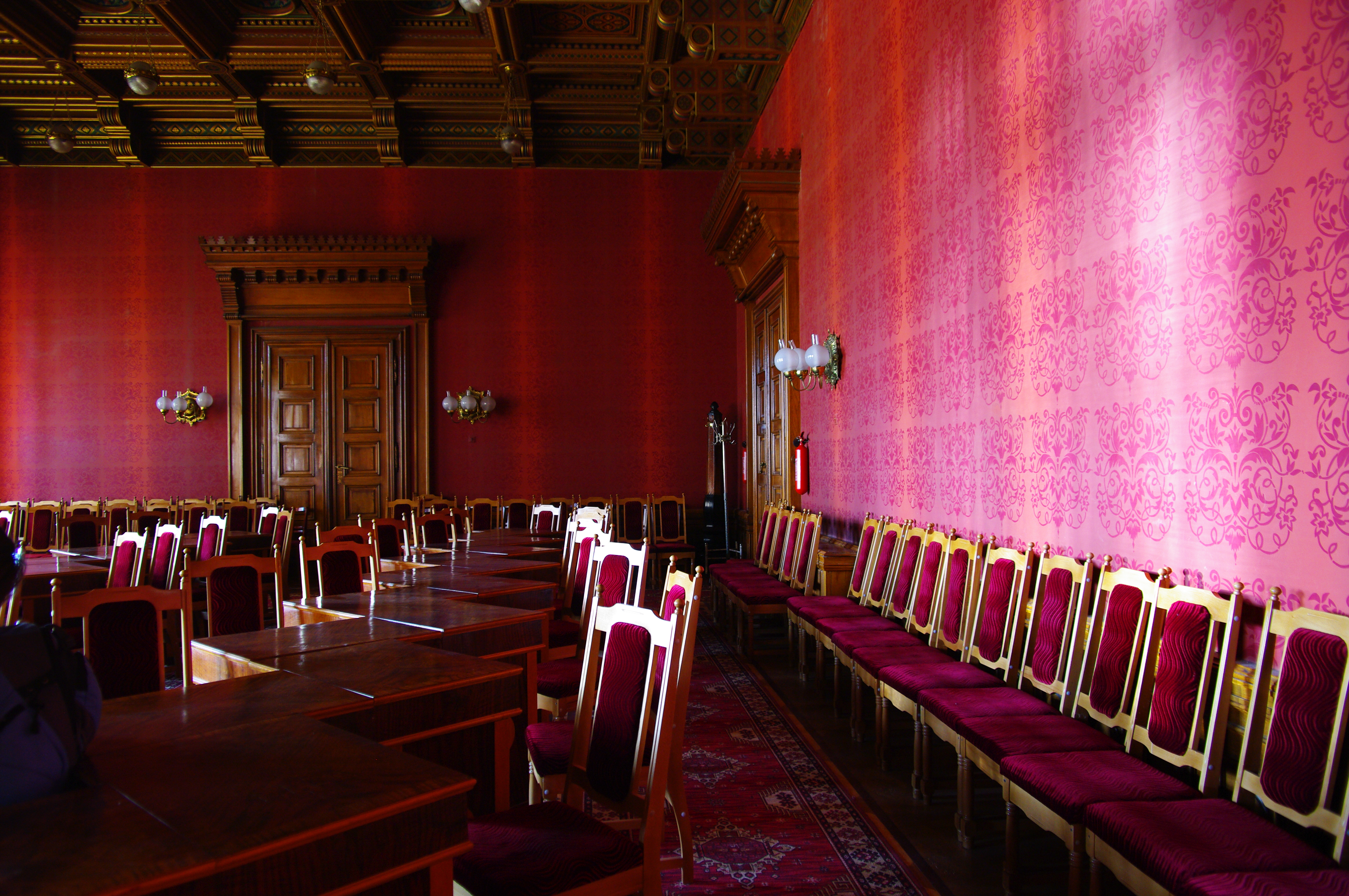
紅廳，為小型會議廳 (都主教居所)
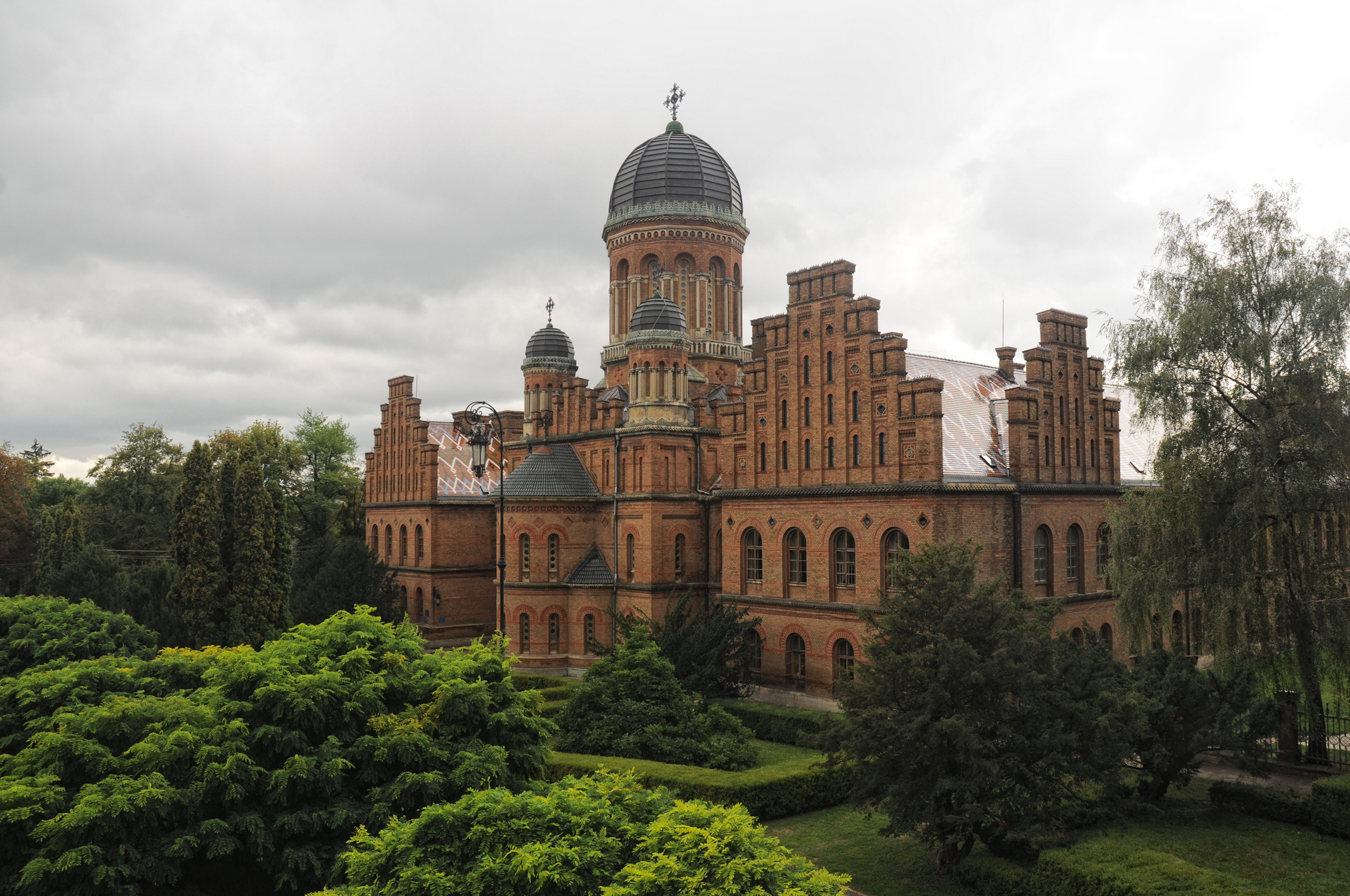
神學院
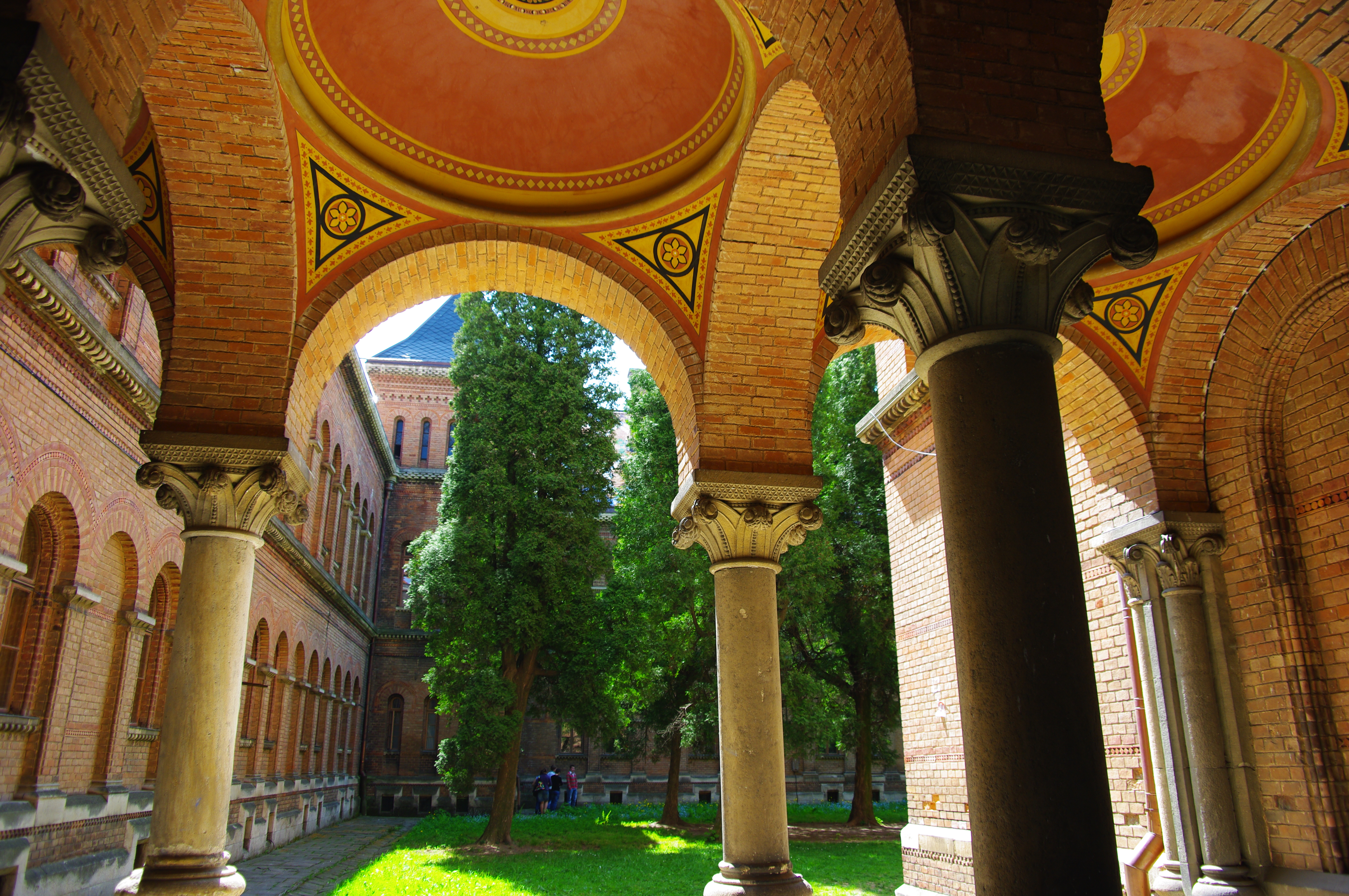
神學院

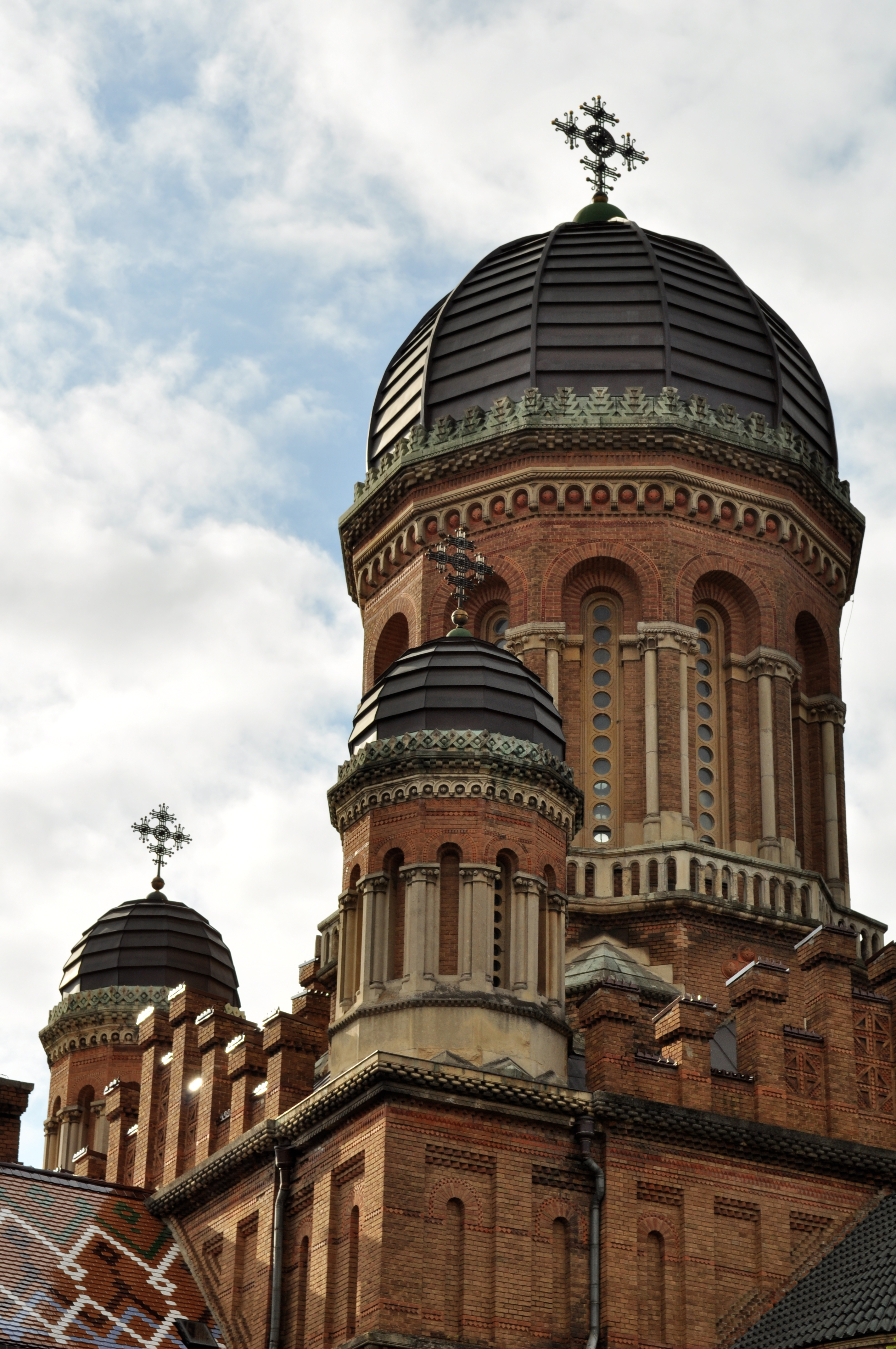
神學院禮堂
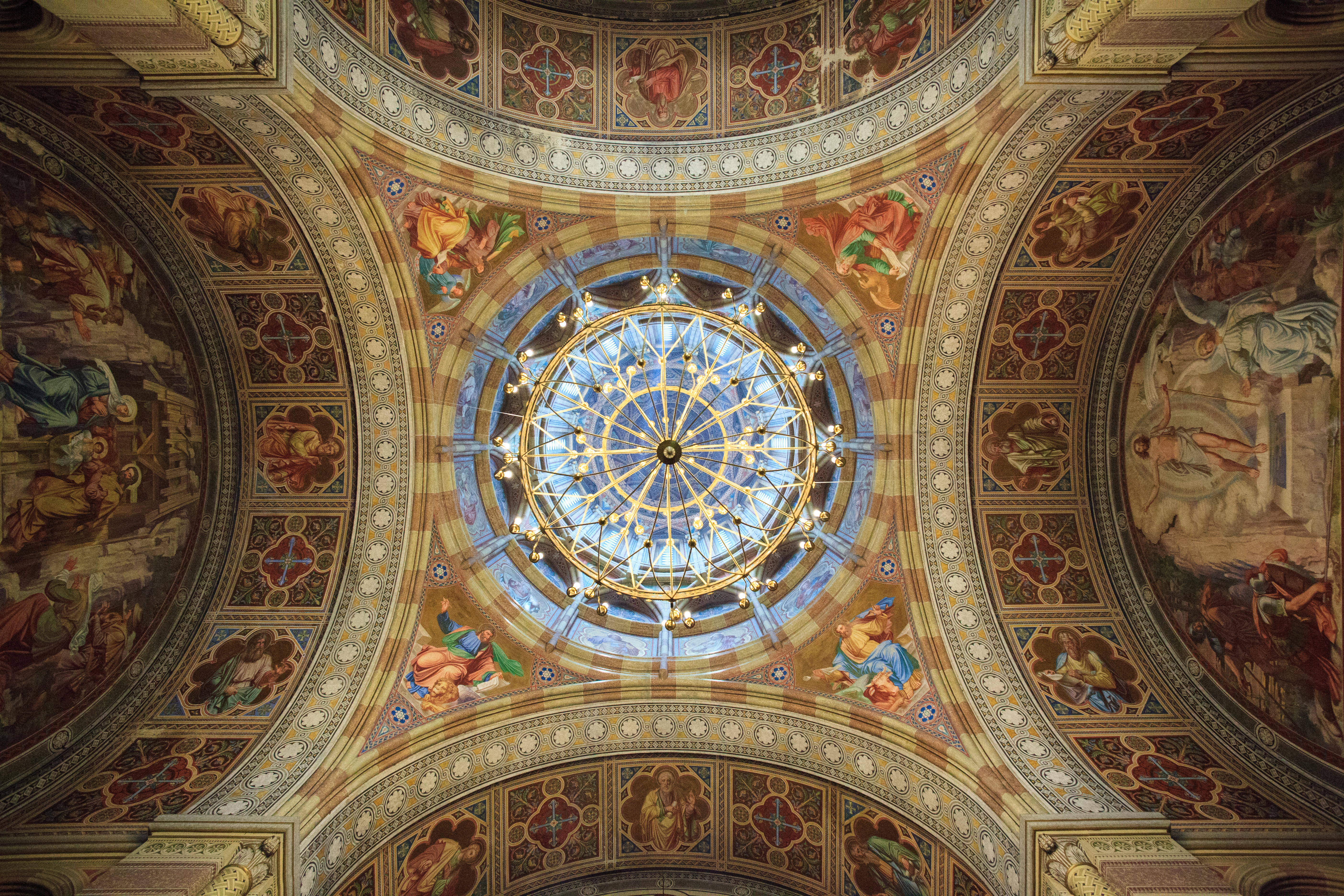
神學院禮堂
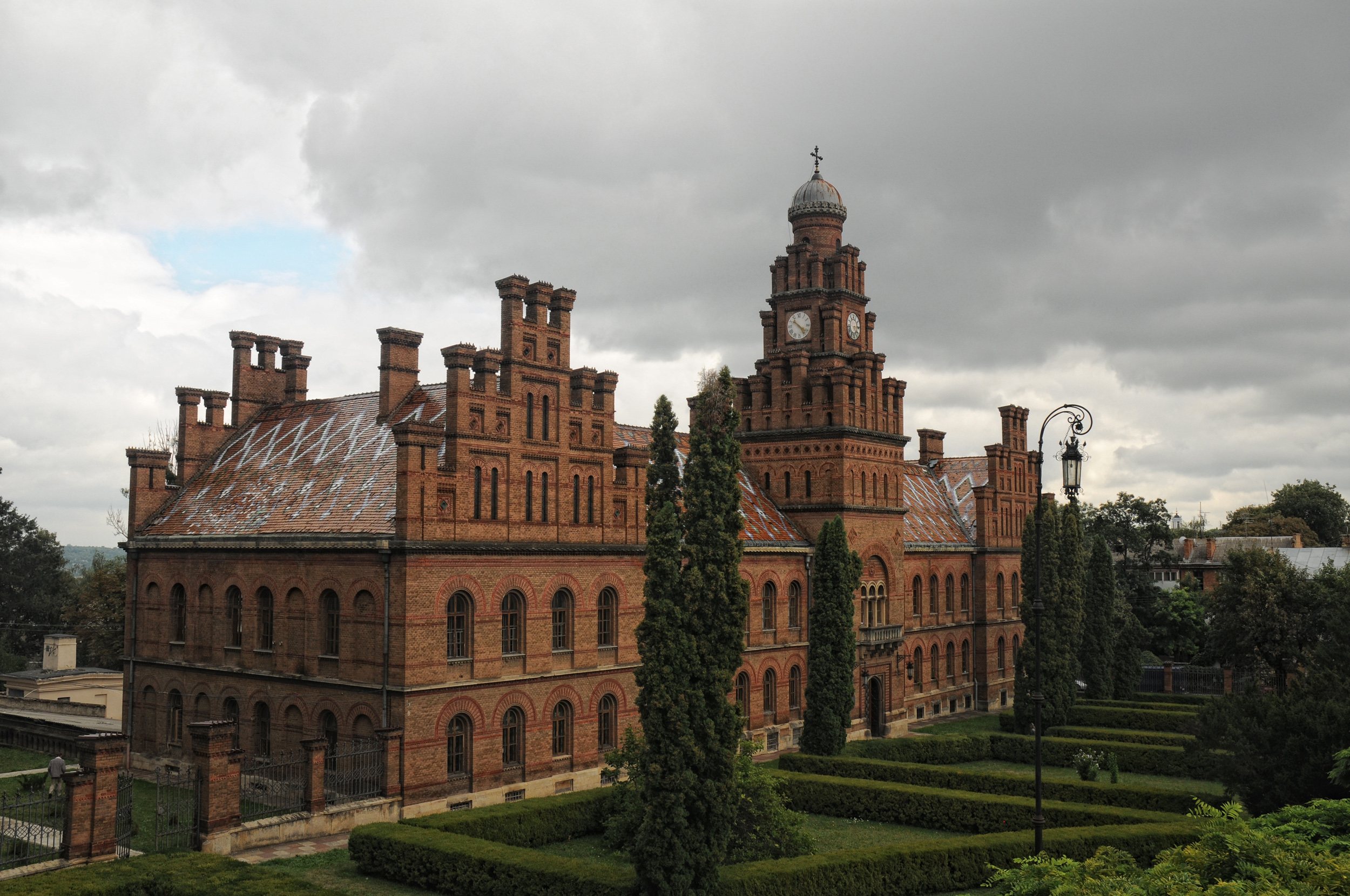
修道院
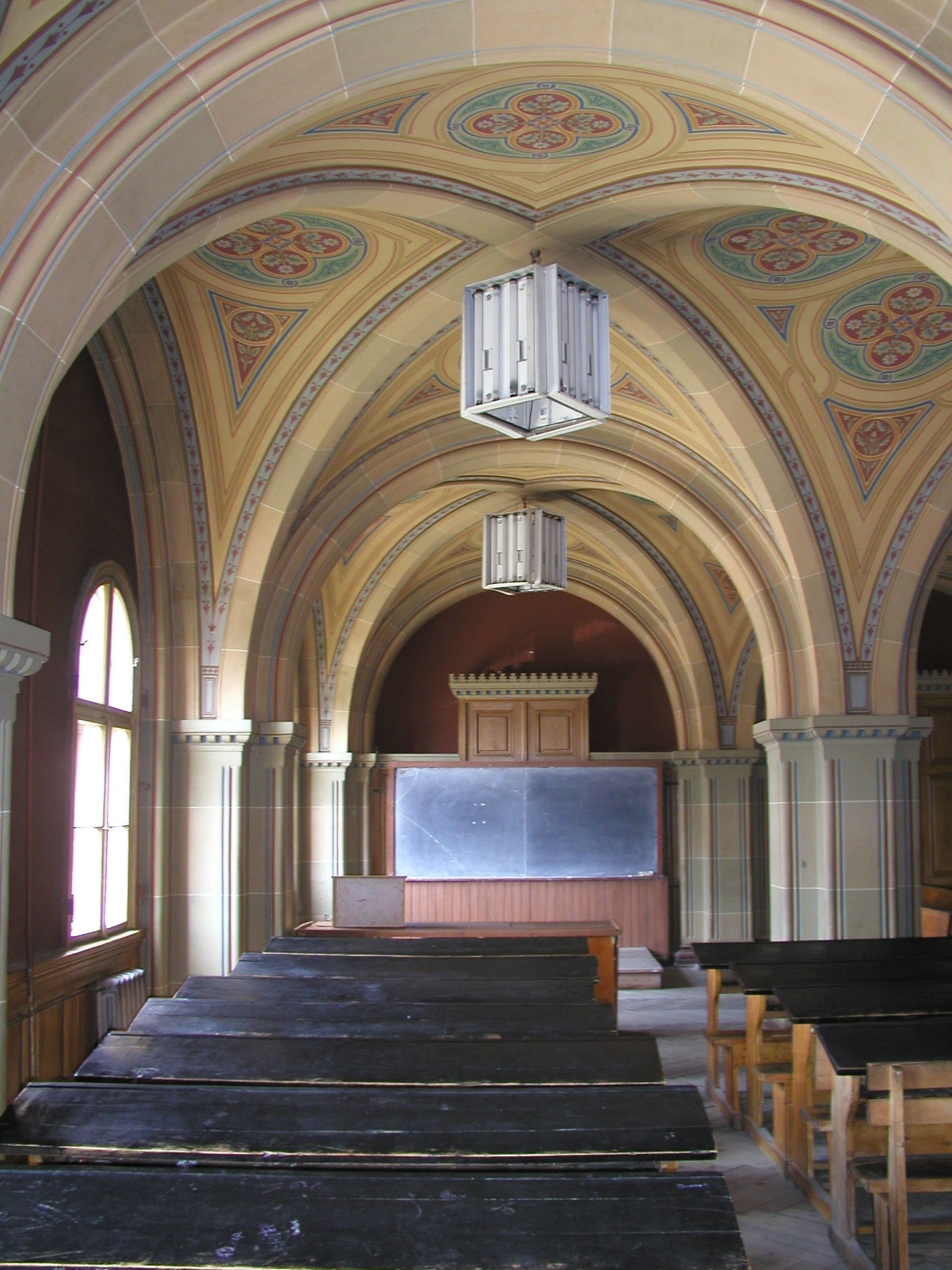
修道院禮堂
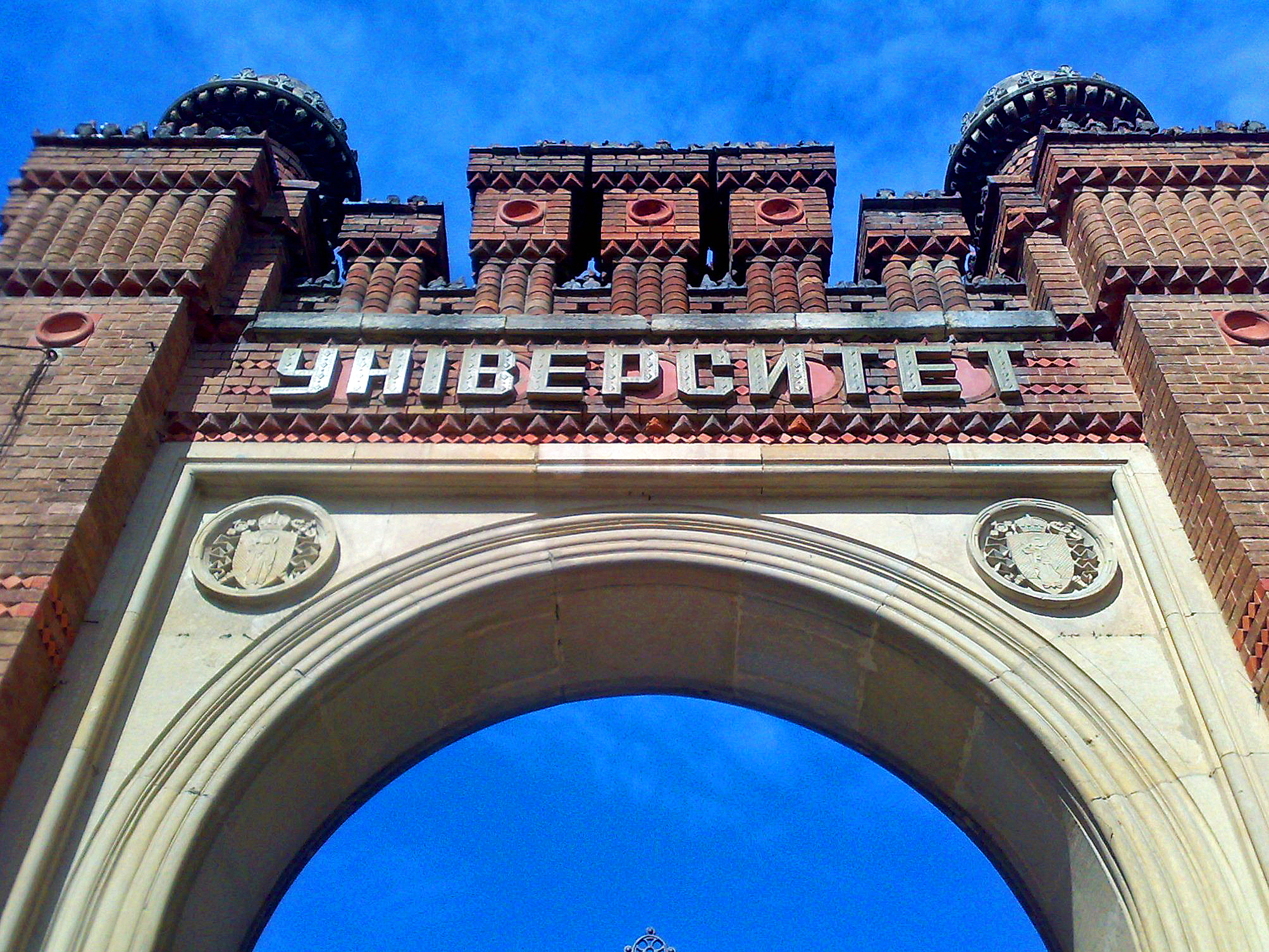
都主教居所前的主閘
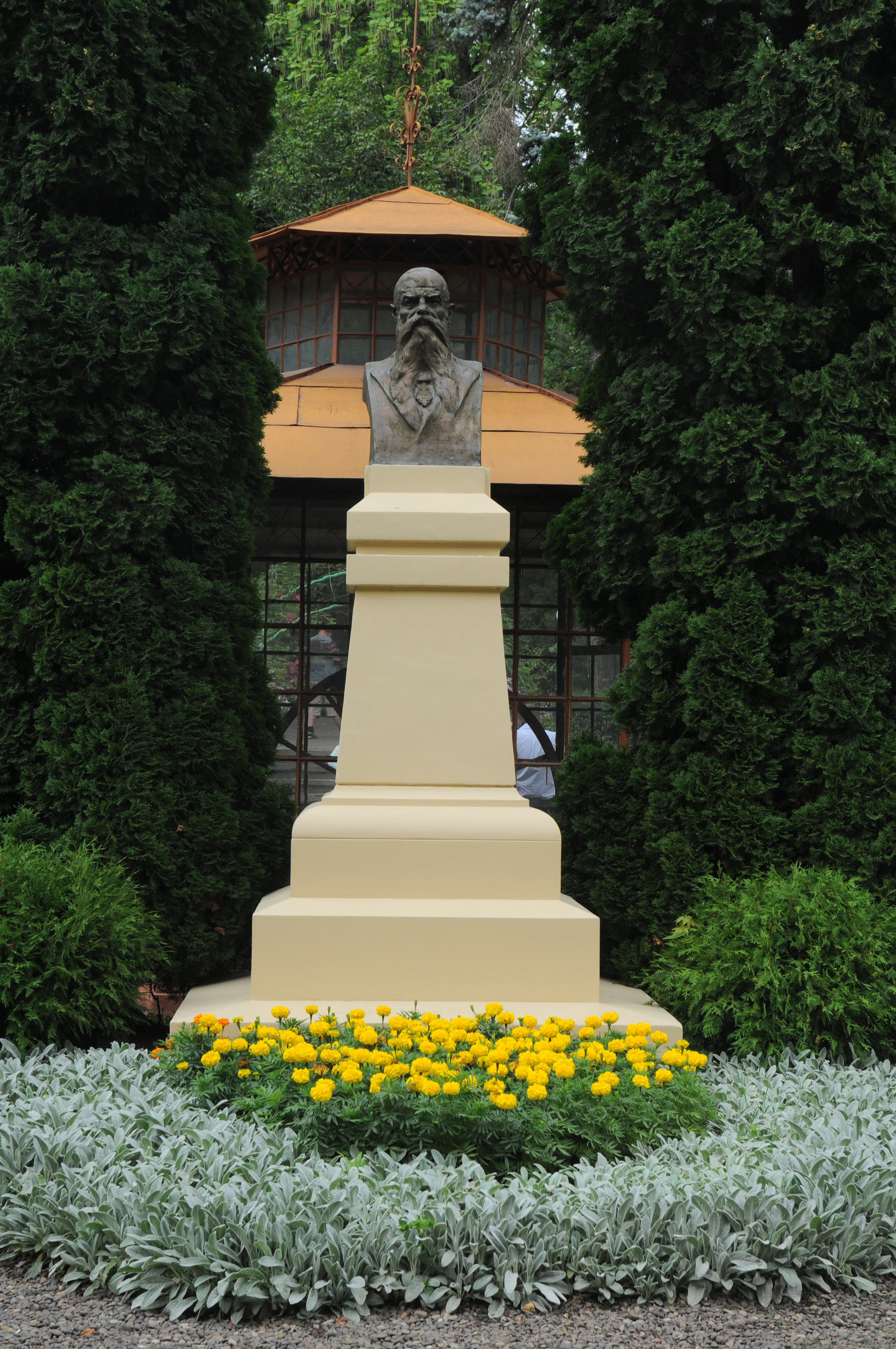
建築師約瑟夫的雕像，製於1937年

## 歷史

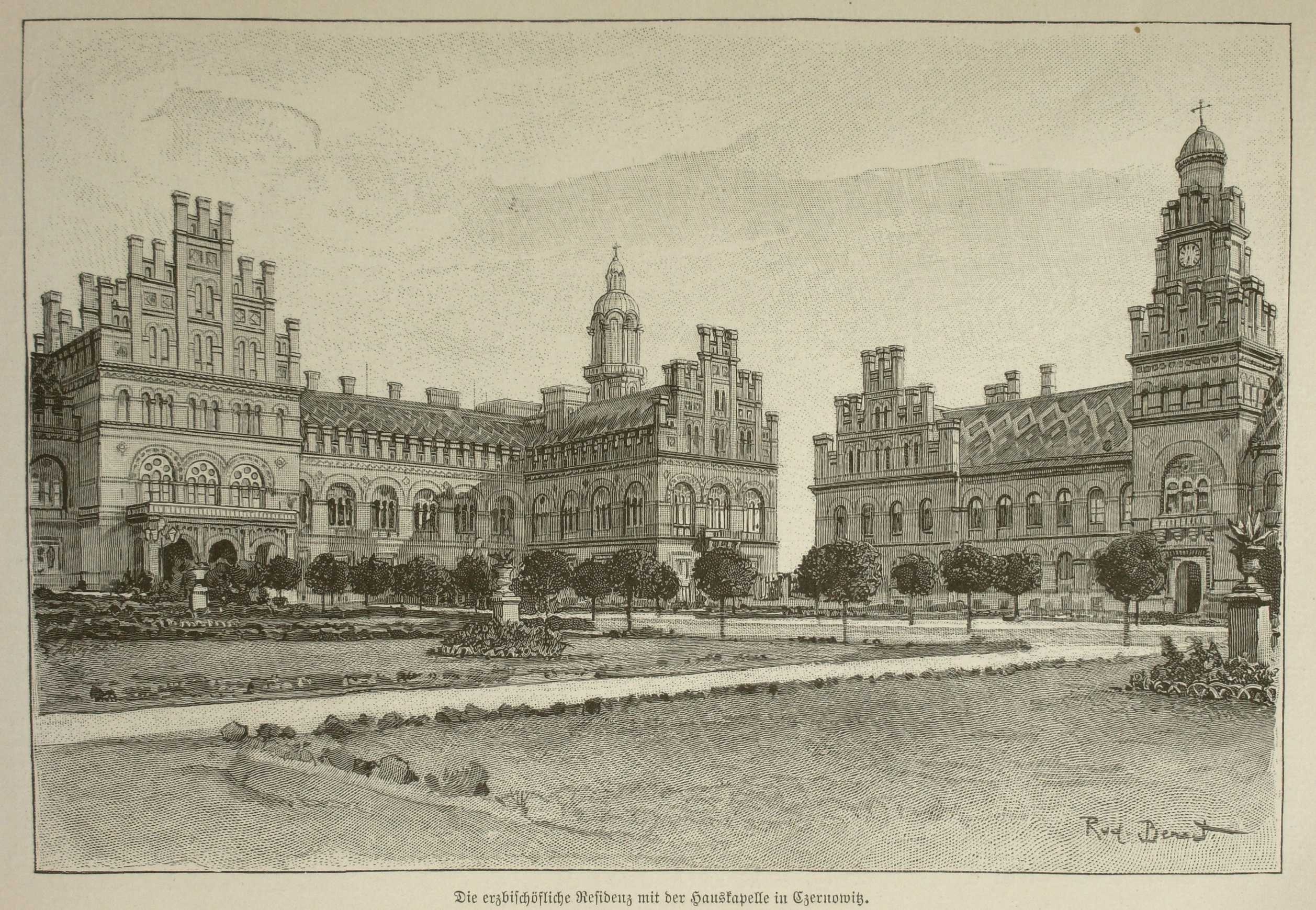
居所 (攝於1899年)

都主教居所原本亦有一座重要的神學院，並在一戰後繼續運作。1918年11月28日，布科維納就是在此處的主教會議廳正式確認加入羅馬尼亞。二戰時，建築群遭到了掠奪，部分亦被焚毀。在戰後，切爾諾夫策併入蘇聯，神學院關閉。1955年，建築群開始修復，並交予切爾諾夫策大學。於1957-67年，建築群得到政府保護，其內部得以重新裝飾，不少原有的特徵得以復原。建築群自2004年起開展了大規模的修復工程，這讓建築群得以在2011年6月28日被聯合國教科文組織列入世界文化遺產 。都主教居所亦於同年獲選為烏克蘭七大建築奇蹟之一。